# Tournoi des neuf provinces du Gabon

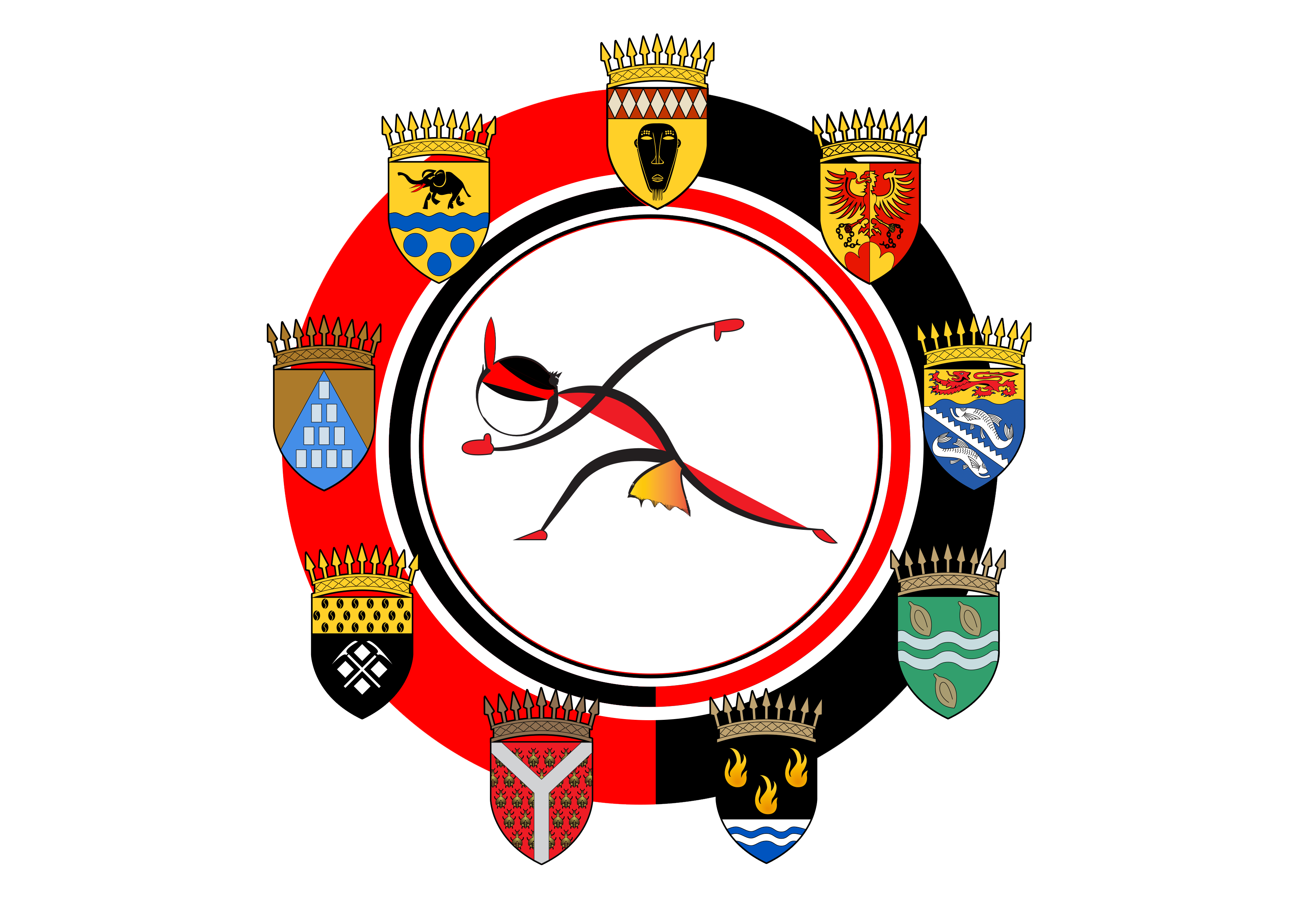
Logo du Tournoi des 9 provinces

Le tournoi  des neuf provinces du Gabon est un festival de danses et de chants traditionnels africains qui a lieu durant le mois d'août à Libreville au Gabon. Bien que l'évènement ait lieu au Gabon, l'objectif initial de cet évènement est de présenter la richesse culturelle traditionnelle des différentes ethnies des peuples d'Afrique centrale.

## Historique
L'origine de la création du tournoi des neuf provinces remonte à l'année 2015. Cette initiative indépendante a vu le jour grâce à Yoan Mboussou, médecin biologiste et président de l'association socio-culturelle Espoir Gabon, qui a eu cette idée après avoir découvert les « vestiges  abandonnées » du Centre international des civilisations bantu (CICIBA), un projet qui n’a jamais réellement vu le jour alors qu'il était censé faire la promotion de la culture bantoue à travers le monde,. Il y avait aussi, selon les membres de l'association espoir Gabon, une envie de relancer la fête des cultures Gabon qui avait disparu depuis quelques années,,.
La première édition de ce festival a eu lieu pendant la semaine du 13 ou 20 août 2016 à Libreville,, soit une semaine avant l'élection présidentielle gabonaise de 2016 qui allait plonger le pays dans une crise politique profonde. Il y avait la une volonté de renforcer la cohésion sociale qui commençait à montrer des signes de fébrilité face à l'approche d'un scrutin sous haute tension.

## Éditions

### 2016
L'édition 2016 du tournoi des neuf provinces a eu lieu durant la semaine du 13 au 20 août 2016, à Libreville. Ouverte gratuitement au public, sa réalisation au sein des ruines du CICIBA s'est faite avec la coopération de l'association des squatteurs du CICIBA,. La finale de cette première édition a vu la particip   ation de deux pays : le Gabon et le Tchad. Le Président jury n'était d'autre que le chanteur du groupe traditionnel tandima, Vyckos Ekondo. Le groupe socio-culturel Mouvissa a remporté le premier prix, d'un montant de 1 000 000 FCFA. Les groupes finalistes de cette édition étaient Akeng Alliance, Bane Batsiane, Espoir culturel, Milimba, Mivengui, Mouvissa, Mutoka culture, Ogheya et Lip Darna du Tchad (hors compétition).

### 2017
L'édition 2017 s'est déroulée du 7 au 16 août 2017 au Jardin botanique de Libreville,.